# 엑사바이트
| 바이트 크기     | 바이트 크기  | 바이트 크기 | 바이트 크기 | 바이트 크기        | 바이트 크기 |
| SI 접두어       | SI 접두어    | 전통적 용법 | 전통적 용법 | 이진 접두어        | 이진 접두어 |
| 기호(이름)      | 값           | 기호        | 값          | 기호(이름)         | V값         |
| --------------- | ------------ | ----------- | ----------- | ------------------ | ----------- |
| kB (킬로바이트) | 10001 = 103  | KB          | 10241 = 210 | KiB (키비바이트)   | 210         |
| MB (메가바이트) | 10002 = 106  | MB          | 10242 = 220 | MiB (메비바이트)   | 220         |
| GB (기가바이트) | 10003 = 109  | GB          | 10243 = 230 | GiB (기비바이트)   | 230         |
| TB (테라바이트) | 10004 = 1012 | TB          | 10244 = 240 | TiB (테비바이트)   | 240         |
| PB (페타바이트) | 10005 = 1015 | PB          | 10245 = 250 | PiB (페비바이트)   | 250         |
| EB (엑사바이트) | 10006 = 1018 | EB          | 10246 = 260 | EiB (엑스비바이트) | 260         |
| ZB (제타바이트) | 10007 = 1021 | ZB          | 10247 = 270 | ZiB (제비바이트)   | 270         |
| YB (요타바이트) | 10008 = 1024 | YB          | 10248 = 280 | YiB (요비바이트)   | 280         |

엑사바이트(Exabyte, EB)는 1018를 의미하는 SI 접두어인 엑사와 컴퓨터 데이터의 표시단위인 바이트가 합쳐진 자료량을 의미하는 단위이다. 이진 접두어를 사용한 엑스비바이트(EiB) 와 구분된다.
1 EB = 1018 바이트 = 1,000,000,000,000,000,000 바이트

## 사용 예와 크기 비교
- 64비트 주소 버스를 갖춘 프로세서는 16 엑스비바이트의 메모리를 할당할 수 있으며[1] 이는 18 엑사바이트 이상이다.

## 같이 보기
- 페타바이트
- 제타바이트
- 엑스비바이트
- SI 접두어
- 이진 접두어
- 바이트
- 엑사비트